# البنك الفرنسي التونسي
البنك الفرنسي التونسي (بالفرنسية: Banque Franco-Tunisienne)‏ هو مصرف تجاري تونسي، يبلغ رأس ماله 5 ملايين دينار تونسي، له 7 فروع، ويعمل به 231 موظف.